# گیم‌اسپای
گیم‌اسپای (به انگلیسی: GameSpy)، یا صنایع گیم‌اسپای (به انگلیسی: GameSpy Industries)، یک وبگاه ارائه دهنده بازی‌های چندنفره آنلاین و میان‌افزار همسان‌گزینی برای بازی‌های ویدئویی بود که مرکز آن در کالیفرنیا قرار داشت. گیم‌اسپای در سال ۲۰۰۴ به عنوان یکی از زیربخش‌های مؤسسه آی‌جی‌ان با آن ادغام شد، و وظیفه اطلاع رسانی در زمینه بازی‌های رایانه‌ای را به عهده داشت. در فوریه ۲۰۱۳، مالک جدید آی‌جی‌ان زیف دیویس، وبگاه‌های ثانویه آی‌جی‌ان، شامل شبکهٔ گیم‌اسپای را تعطیل نمود.